# Бесплодные земли
«Беспло́дные зе́мли» (англ. The Dark Tower III: The Waste Lands) — роман американского писателя Стивена Кинга в жанре тёмного фэнтези, третий из цикла «Тёмная башня». Книга издана в 1991 году.

## Сюжет
Действие книги начинается спустя семь недель после событий, описанных в романе «Извлечение троих». За это время Сюзанна становится женой Эдди. Роланд и его ка-тет удалились от Западного Моря и углубились в лес Внешнего Мира. В лесу на Эдди нападает гигантский медведь Шардик; совместными усилиями ка-тету удается уничтожить его. Исследовав поверженного медведя, друзья понимают, что это не животное, а древний киборг, созданный Северным центром позитроники.
Медведь оказался Стражем портала Луча, энергетического образования, поддерживающего Темную Башню. Ка-тет отправляется вдоль Луча. В это время Роланд с трудом борется с подступающем безумием. Войдя в третью дверь (события второй книги), он спас от смерти Джейка, тем самым изменив ход событий, из-за чего в его разуме конфликтуют две версии событий. Роланд рассказывает своему ка-тету о Джейке и о том, что сходит с ума, после рассказа он бросает в костёр челюсть, которую подобрал после смерти Уолтера. В костре челюсть начинает менять форму, превращаясь сначала в ключ, а затем в розу.
В это время Джейк, оставшийся в своём мире и времени, также пытается сохранить рассудок: одна часть его сознания считает, что он умер, а вторая — что жив. В течение трёх недель после того, как он не погиб под колёсами автомобиля, Джейку удавалось бороться с безумием, но с каждым днём его состояние становилось все хуже и хуже. Его положение усугубляется тем, что в престижной школе «Пайпер», в которой он учится, началась экзаменационная неделя. У Джейка начинаются провалы в памяти, после этих провалов он совершенно не помнит, что с ним происходило. Во время одного из таких провалов он пишет контрольное сочинение под названием «Как я понимаю правду». Читая свою работу в классе, он пугается, думая, что из-за необычной формулировки мыслей его посчитают сумасшедшим (там есть, например, строки «Блейн — это боль», и «Стрелок — вот правда») и уходит из класса.
Бесцельно прогуливаясь по улицам, Джейк заходит в книжный магазин «Манхэттенский ресторан для ума», которым владеет человек по имени Кэлвин Тауэр, и покупает книгу «Чарли Чу-Чу», а владелец дарит ему «в нагрузку» книгу с загадками. На пересечении Второй авеню и Сорок Второй улицы Джейк выходит на пустырь, на котором растёт роза; эта роза, как он понимает, очень могущественна и только притворяется обычным цветком. Рядом с розой парень находит ключ. В раскрывшемся бутоне розы он видит солнца всех вселенных и от увиденного теряет сознание. Очнувшись, он возвращается домой и ссорится с родителями, обеспокоенными тем, что он ушёл из класса. Позже им удаётся помириться. Учительница, прочитавшая сочинение Джейка, оценивает его как самобытное произведение, а не как доказательство сумасшествия или хулиганство. Перед сном Джейк читает купленную книгу. Найденный на пустыре ключ заставляет безумие несколько отступить…

## Понятия вселенной книги

### Город Луд
Луд — город, в который приходит ка-тет Роланда, следуя пути Луча.
В переводе Покидаевой именуется как Лад, но в книге «Песнь Сюзанны» указывается, что автор дал ему название его по аллюзии с луддитами, поэтому перевод «Луд», использующийся Вебером в двух последних книгах цикла, более корректен.

### Блейн Моно
Блейн Мо́но — сверхзвуковой монорельсовый поезд, обладающий искусственным интеллектом, который был повреждён, в результате чего поезд стал безумным в человеческом понимании. Главные герои попадают на борт поезда, активируют его центральный компьютер и становятся пленниками. После многолетнего «сна» безумный поезд отправляется в последний путь с намерением не останавливаться на конечной станции, предлагая пленникам ответить на его загадки поезда и загадать свои, чтобы спастись от гибели.

## Персонажи
- Роланд Дискейн
- Эдди Дин
- Сюзанна Дин
- Джейк Чеймберз
- Ыш
- Блейн Моно
- Шардик
- Тик-Так
- Гашер